# Rumfordská polévka
Rumfordská polévka je hustá polévka, která obsahuje brambory, zeleninu a luštěniny. V 19. století sloužila jako polévka pro chudé. Je pojmenována po svém vynálezci, hraběti Benjaminu Rumfordovi.

## Příprava

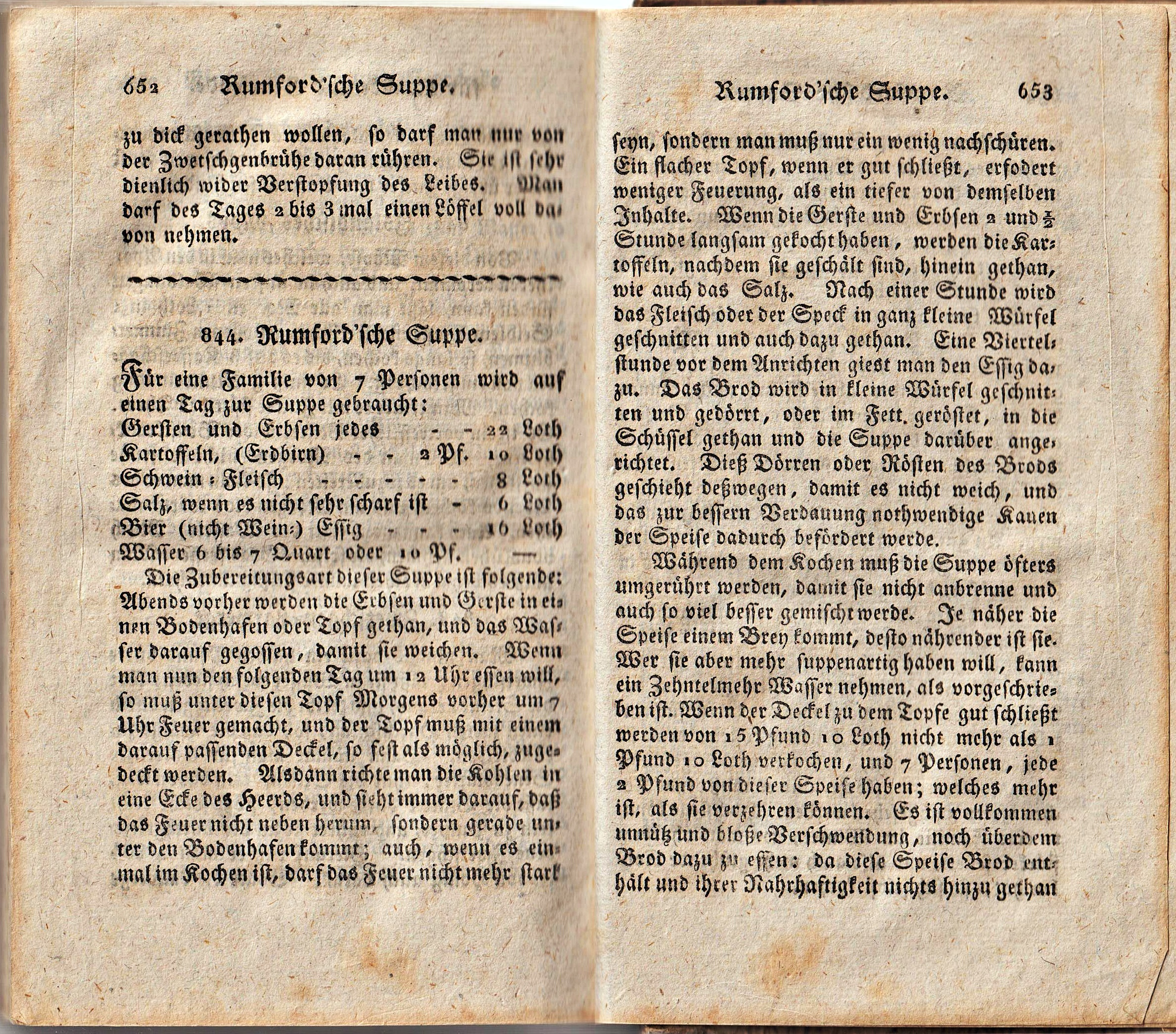
Německý recept z roku 1810

Do hrnce se nalije voda, do které se přidají kosti na vývar, přes noc namočené luštěniny, kořenová zelenina, nakrájené brambory. Nechá se vařit až tvrdší suroviny (luštěniny a brambory) změknou. Polévka se osolí, dochutí pepřem a zázvorem, který může být čerstvě nastrouhaný i mletý. Existují různé varianty receptu, kdy se mohou přidávat různé druhy zeleniny, masa, luštěnin a ingrediencí k ochucení (různá koření, česnek). Luštěniny se často přidávaly semleté, což polévku zahustilo a pokrm byl snadněji stravitelný. V původním Rumfordově receptu se příliš nepočítá s masovou složkou, neboť maso bylo drahé, což se řešilo například přidáváním želatiny z kostí. Vzhledem k malému množství tuhých surovin se do polévky přidávaly kousky nakrájeného opečeného chleba, čímž pokrm vypadal sytější.
Důraz se klade zejména na výživnost polévky a přípravu z levných surovin. Důležité bylo i to, že polévka se podávala teplá, což konzumenta zahřálo a povzbuzovalo k jídlu.

## Historie
Angloamerický fyzik a vynálezce Benjamin Thompson v 18. století pracoval pro bavorského kurfiřta. Na jeho dvoře vymyslel recept na hustou polévku, která měla posilnit zesláblé vojáky v boji, podvyživené vězně a chudý lid, aby lépe pracoval. V Bavorsku kvůli neúrodě hrozil hladomor, proto Thompson navrhl, aby panstvo nechalo polévku vařit pro chudé, kteří ji dostávali zdarma. Tento recept se rozšířil jako lék na hladomor a chudobu po celé Evropě. V roce 1817 se v Praze během hladomoru rozdávala na některých místech potřebným zdarma. V první polovině 19. století byla vnímána jako symbolický pokrm chudoby. Karl Marx ji zmiňuje ve svém Kapitálu, a polévka podle něj nahrává zaměstnavatelům, kteří mohou díky levné polévce snižovat minimální mzdu.